# Кайиндисай (Меркенський район)
Кайиндиса́й (каз. Қайыңдысай) — село у складі Меркенського району Жамбильської області Казахстану. Входить до складу Кенеського сільського округу.
У радянські часи село називалось Ферма № 1 совхоза Аспаринський, з 2018 року сучасна назва.
Населення — 466 осіб (2021; 576 у 2009, 313 у 1999, 334 у 1989).